# Donaghadee
Donaghadee (gael. Domhnach Daoi che significa la chiesa di Daoi) è una piccola città nella contea di Down in Irlanda del Nord a 20 km da Belfast, situata nella costa nord-est dell'isola dell'Irlanda sul Canale del Nord. Secondo il censimento del 2001 contava una popolazione di 6.470 persone, il 90% della popolazione è protestante e il 5% cattolica.

## Sport
Nella cittadina ci sono sei club sportivi differenti: 
- Donaghadee Rugby Football Club, è il club di rugby della cittadina fondato nel 1885
- Donaghadee Cricket Club, è il club di cricket
- Donaghadee Ladies' Hockey Club, è il club di hockey femminile
- Donaghadee Golf Club, è il club di golf fondato nel 1899
- Donaghadee Sailing Club, è il club di vela presente nella cittadina da quasi 40 anni
- Donaghadee Football Club, è il club calcistico